# Ilir Beqaj
Ilir Beqaj (ur. 18 lutego 1968 w Tiranie) - albański informatyk, minister zdrowia Albanii w latach 2013-2017.

## Życiorys
W 1990 roku ukończył studia informatyczne na Uniwersytecie Tirańskim. Studia podyplomowe ukończył w 2000 roku na Politechnice Tirańskiej w zakresie zarządzania przedsiębiorstwem.
Pracował w Banku Albanii jako ekspert ds. technologii informatycznych.
Od 2007 roku należy do Socjalistycznej Partii Albanii, z jej ramienia w latach od 2009 roku jest posłem do Zgromadzenia Albanii.
Od 15 września 2013 do 19 marca 2017 pełnił funkcję ministra zdrowia Albanii.

## Życie prywatne
Jest żonaty z Adrianą Beqaj, z którą ma córkę Deborah.
Deklaruje biegłą znajomość języka angielskiego, francuskiego i włoskiego.